# Pavel Kalač
Pavel Kalač (* 24. června 1943 Nový Knín) je český odborník v oblasti potravinářské a zemědělské chemie. Až do odchodu do důchodu (v roce 2022) přednášel na katedře aplikované chemie na Zemědělské fakultě Jihočeské univerzity v Českých Budějovicích, i na dalších fakultách. Kromě vědeckého bádání věnoval hodně času také popularizaci vědeckých poznatků svého oboru. Jeho vědecké články mají vysokou citovanost (databáze Scopus, Web of Science aj.).

## Speciální vědecké zaměření
- chemie silážování pícnin
- minerální složení jedlých hub
- přirozené škodlivé složky krmiv a potravin
- biogenní aminy a polyaminy v potravinách a krmivech
- funkční potraviny

## Knihy
- Polychlorované dibenzo-p-dioxiny a dibenzofurany v životním prostředí (Praha 1995), ISBN 80-85645-01-7
- Přirozené škodlivé látky v rostlinných krmivech (spoluautor Václav Míka, Praha 1997), ISBN 80-85120-96-8
- Funkční potraviny – kroky ke zdraví (České Budějovice 2003), ISBN 80-7322-029-6
- Složení lipidů sladkovodních ryb a jejich význam v lidské výživě (spoluautor Jiří Špička, České Budějovice, Jihočeská univerzita, 2006), ISBN 80-7040-901-0
- Houby – víme co jíme? (České Budějovice 2008), ISBN 978-80-7322-112-6
- Edible Mushrooms: Chemical Composition and Nutritional Value (Amsterdam, Elsevier/Academic Press, 2016), ISBN 978-0-12-804455-1
- Effects of Forage Feeding on Milk: Bioactive Compounds and Flavor (Amsterdam, Elsevier/Academic Press, 2017), ISBN 978-0-12-811862-7
- Mineral Composition and Radioactivity of Edible Mushrooms (Amsterdam, Elsevier/Academic Press, 2019), ISBN 978-0-12-817565-1